# Brachymyrmex cavernicola
Brachymyrmex cavernicola es una especie de hormiga perteneciente al género Brachymyrmex, categorizada en la tribu Myrmelachistini, de la subfamilia Formicinae.

## Distribución
La especie es nativa de la región del Neotrópico. Se distribuye por América, en Argentina, Belice, Brasil, Colombia, Costa Rica, Ecuador, Guayana Francesa, Guatemala, Honduras, México, Nicaragua, Panamá y Perú. Se ha encontrado a altitudes de 50-1305 m s. n. m.

## Taxonomía
Fue descrita por Wheeler en 1938.